# دانشگاه اتو فون گوریکه ماگدبورگ
دانشگاه اتو فون گوریکه ماگدبورگ (به آلمانی: Otto-von-Guericke-Universität Magdeburg) در سال ۱۹۹۳ در شهر ماگدبورگ آلمان تأسیس شده و یکی از جوانترین دانشگاه‌های آلمان است. این دانشگاه در حال حاضر ۱۳٫۰۰۰ دانشجو دارد و ۱۱٫۷۰۰ مقاله در مجلات بین‌المللی منتشر کرده‌است. این دانشگاه به نام اتو فون گوریکه، فیزیکدان آلمانی نامگذاری شده که در همین شهر مدفون است.
دانشگاه اتو فون گوریکه، پس از ادغام سه دانشکده فنی، پزشکی و مدرسهٔ تربیت معلم ماگدبورگ ایجاد شد و هم‌اکنون دارای ۹ دانشکده‌است.

## شهر ماگدبورگ
ماگدبورگ، بزرگترین شهر و مرکز ایالت زاکسن-آنهالت و در بین شهرهای برلین و هانوفر قرار دارد. بر اساس آمار سال ۲۰۱۰ میلادی، جمعیت این شهر ۲۳۱٫۵۲۵ نفر بوده‌است. رودخانهٔ البه از میان ماگدبورگ می‌گذرد. این شهر از لحاظ هزینه‌های جاری، برای زندگی دانشجویی شهر مناسبی محسوب می‌شود. همچنین حمل و نقل عمومی در شهر برای دانشجویان رایگان است.

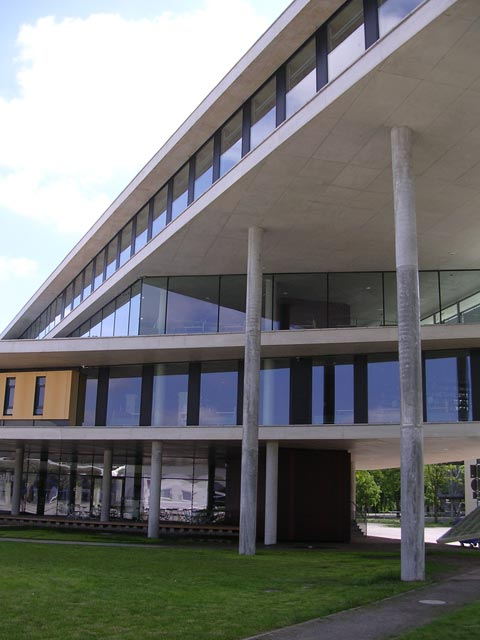
کتابخانه دانشگاه اتو فون گوریکه ماگدبورگ

## دانشکده‌ها
دانشگاه اتو فون گوریک شامل ۹ دانشکده است:
- دانشکدهٔ پزشکی
- دانشکدهٔ علوم انسانی
- دانشکدهٔ علوم
- دانشکدهٔ ریاضیات
- دانشکدهٔ فرایند و سیستم‌های مهندسی
- دانشکدهٔ مهندسی برق و فناوری اطلاعات
- دانشکدهٔ مدیریت و اقتصاد
- دانشکدهٔ مهندسی مکانیک
- دانشکدهٔ علوم کامپیوتری